# Smala Sussie
Smala Sussie är en svensk komedifilm från 2003, regisserad av Ulf Malmros och skriven av Malmros och Petteri Nuottimäki. Smala Sussie beskrevs som "en gangsterkomedi på värmländska". Filmen är inspelad i dalsländska Bengtsfors samt vissa scener i bruksorten Billingsfors men utspelar sig i den fiktiva småstaden Bruket 70 km från Karlstad.

## Handling
Erik liftar från Stockholm hem till Bruket, när han får veta att hans syster Smala Sussie försvunnit. Han försöker ta reda på vad som har hänt henne. Det dröjer inte länge förrän Erik befinner sig i ett virrvarr av lögner, penningbegär och värmländsk galenskap.

## Rollista
- Tuva Novotny – Smala Sussie
- Jonas Rimeika – Erik, Sussies bror
- Björn A. Ling – Pölsa
- Kjell Bergqvist – Billy Davidsson, polisen
- Malin Morgan – Sandra
- Lotta Tejle – Gudrun
- Michael Nyqvist – Mörka Rösten
- Lena Dahlman – Gerd
- Johan Östling – Micke Tretton
- Anders Blomberg – Tore Tumör
- Nicky Horn – Davidssons fru
- Bengt Alsterlind – Gunnar
- Lena Wallman Alster – Eriks mamma
- Rolf H. Karlsson – Biografmaskinisten
- Olle Wirenhed – Konsumägaren Ralf / Banarne / Aktiemäklare
- Vilma Rogsten-Zammel – Davidssons dotter

## Produktion

### Miljö
Filmen var aldrig tänkt att utspela sig i en verklig ort, men när en scen på en busstation skulle filmas behövde man ge orten ett namn. Filmens produktionsdesigner valde då att lägga till tidtabeller för Molkom, Ulf Malmros hemstad.

### Musik
- "Dirty And Cheap" – Randy
- "No Right" – Whyte Seeds
- "Billy The Coach" – Leif Karate
- "Newfound Lover" – Tuva Novotny
- "Stupid" – Camela Leierth
- "Palace Station" – Melody Club
- "Notes About Freedom" – Act II
- "Live It Up" – Papa Dee
- "X-Ray Eyes" – Randy
- "Hip Teens"–- Frank Popp Ensemble
- "Slow Motions" – Whyte Seeds
- "Say Oh Say" – Isolation Years
- "No Place Like Home" – Moses
- "In The Healing Rain" – Travellers In Time
- "Perpetuum Mobile" – The Penguin Café Orchestra
- "Highwired" – Taste

## Distribution och mottagande
Ulf Malmros har sålt rättigheterna till ett amerikanskt bolag. Två år efter premiären i Sverige släpptes Smala Sussie på DVD i USA.
Skådespelaren Lasse Åberg blev så pass upprörd över en scen i filmen där Smala Sussie och Banarne har sex på en motorhuv, att han var nära att stämma producenterna till filmen.